# Alcmena trifasciata
Alcmena trifasciata är en spindelart som beskrevs av Lodovico di Caporiacco 1954. Alcmena trifasciata ingår i släktet Alcmena och familjen hoppspindlar. Inga underarter finns listade i Catalogue of Life.